# Americas Triathlon
Americas Triathlon est le nom que prend en 2020 la Confédération panaméricaine de triathlon créée en 1992 pour développer sur le continent américain le triathlon et les sports dérivés de celui-ci. Elle organise les courses des championnats panaméricains officiels pour l'ensemble des sports enchainés gérés par la Fédération internationale de triathlon à laquelle elle est affiliée.

## Historique
La Confédération panaméricaine de triathlon (PATCO) est fondée le 9 mai 1992 et tient son premier congrès sur l'ile de San Andrés en Colombie. Le développement de cette confédération a vu le jour, trois ans après leur congrès inaugural de la Fédération internationale de triathlon à Avignon en France en 1989. Le premier championnat panaméricain de triathlon se déroule le 29 août 1997 à Puerto Vallarta au Mexique. Le  Mexicain Eligio Cervantes et la Canadienne Carol Montgomery sont les premiers triathlètes à remporter ce championnat. En 2020, à la suite de la nouvelle dénomination des fédérations internationales, elle prend le nom d'« Americas Triathlon ».

## Structuration
Americas Triathlon est une structure fédérale à laquelle adhèrent, en 2015, 40 fédérations de triathlon nationales.
- Antigua-et-Barbuda
- Argentine
- Aruba
- Bahamas
- Barbade
- Belize
- Bermudes
- Bolivie
- Brésil
- Canada
- Chili
- Colombie
- Costa Rica
- Cuba
- République dominicaine
- Équateur
- États-Unis
- Salvador
- Grenade
- Guatemala
- Haïti
- Honduras
- Îles Caïmans
- Îles Turques-et-Caïques
- Îles Vierges des États-Unis
- Îles Vierges britanniques
- Jamaïque
- Mexique
- Nicaragua
- Antilles néerlandaises
- Panama
- Paraguay
- Pérou
- Porto Rico
- Saint-Christophe-et-Niévès
- Sainte-Lucie
- Suriname
- Trinité-et-Tobago
- Uruguay
- Venezuela

## Championnats
La série originale des courses PATCO est la course de distance M (distance olympique) sanctionnée par les championnats panaméricains de triathlon. Cette distance de triathlon est devenue l'un des standards dans le monde du triathlon. 
Les événements suivants des championnats panaméricain sont organisés par le PATCO : 
- Championnats panaméricains de triathlon.